# Chiesa di San Francesco (Quito)
La chiesa di San Francesco (in spagnolo Iglesia y Convento de San Francisco) è un edificio religioso cattolico di Quito dedicato a san Francesco d'Assisi risalente al XVI secolo.
Soprannominato el Escorial del Nuevo Mundo edificio si affaccia su Plaza de San Francisco. Lo stile si è evoluto nel corso dei 143 anni di costruzione (1537-1680) del complesso religioso a causa dei terremoti e dei cambiamenti negli stili architettonici. La chiesa ospita l'amata Vergine della città di Quito del 1734. Insieme al centro storico di Quito, nel 1978 è stato dichiarato patrimonio dell'UNESCO.